# Der Steppenwolf

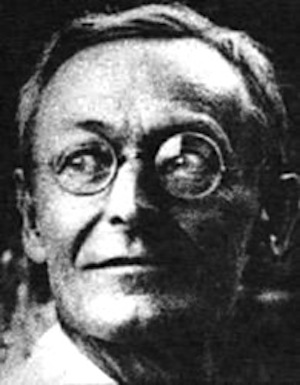
Hermann Hesse (1925)

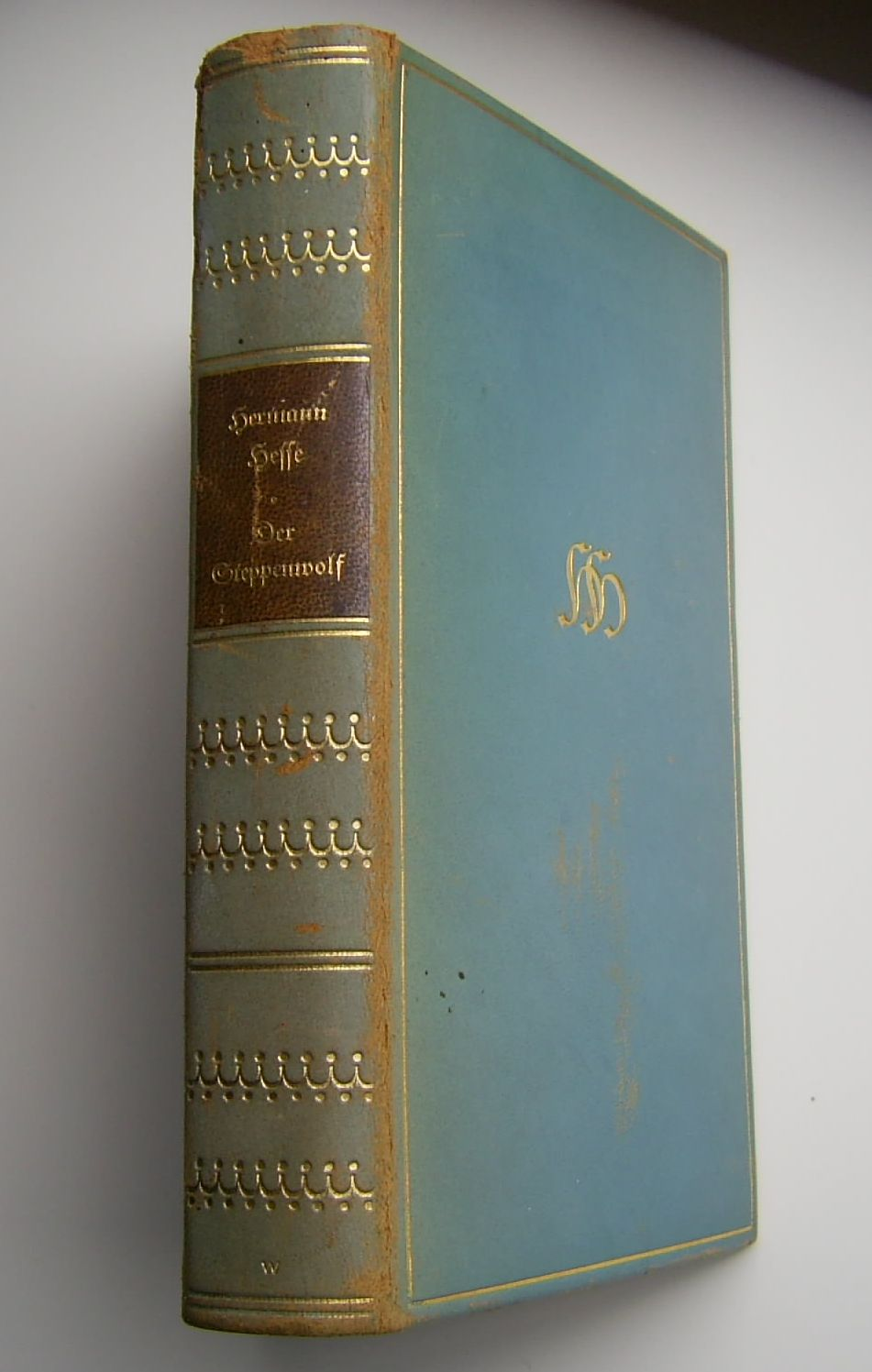
Der Steppenwolf, Vorzugsausgabe der Erstauflage 1927 in blauem Ledereinband

Der Steppenwolf ist ein 1927 erschienener Roman von Hermann Hesse. Die Erzählung schildert die Erlebnisse der Hauptfigur Harry Haller, eines Alter Egos des Verfassers. Ähnlichkeiten der Figur Hallers zu Hermann Hesse sowie etwa zum Faust von Johann Wolfgang von Goethe werden im Text mehrfach angedeutet oder sind offensichtlich, zum Beispiel stimmen die Initialen von Harry Haller und Hermann Hesse überein.
Haller leidet an der Zerrissenheit seiner Persönlichkeit: Seine menschliche, bürgerlich-angepasste Seite und seine steppenwölfische, einsame, sozial- und kulturkritische Seite bekämpfen sich und blockieren Hallers künstlerische Entwicklung. Der Weg der Heilung ist die Versöhnung beider Seiten im Humor, im Lachen über sich selbst und über das Ungenügen in Kultur und Gesellschaft. Erst mit der Betrachtung der Wirklichkeit vom Standpunkt des Humors werden Hallers weitere, im Roman nicht mehr beschriebene Schritte auf dem Weg seiner künstlerischen und menschlichen Vollendung möglich.
Der Steppenwolf, eine Kritik der Gesellschaft und eine Persönlichkeitsanalyse gleichermaßen, hatte einen wesentlichen Anteil am Welterfolg Hesses und an der Verleihung des Nobelpreises für Literatur an ihn (1946). Das Werk löste die internationale Hesse-Renaissance in den 1960er Jahren aus.

## Entstehungssituation
Als Hesse den Steppenwolf schrieb, litt er unter den Auswirkungen der technisch-rationalisierten Welt und der Zivilisation, durch die er Geist und Seele der Menschen gefährdet sah. Das Gefühl der Bedrohung durch nahe Katastrophen und neue Kriege ließ ihn nicht los.
Hesse befand sich in einer tiefen persönlichen Krise, als der fast 50-Jährige in sein Tagebuch schrieb: „Ich schmeiße alles hin, mein Leben, […] ich alternder Mann. Auf eure Welt anders zu reagieren als durch Krepieren oder durch den Steppenwolf wäre für mich Verrat an allem, was heilig ist.“ Wie der Autor selbst, so überlegt Harry Haller, die Hauptperson des Romans, seinem Leben ein Ende zu bereiten. Im Tractat vom Steppenwolf legt der Steppenwolf seinen 50. Geburtstag als möglichen Tag fest, sich umzubringen. „Ich nahm mir vor, daß ich an meinem 50. Geburtstag, also in zwei Jahren, das Recht haben werde, mich aufzuhängen.“

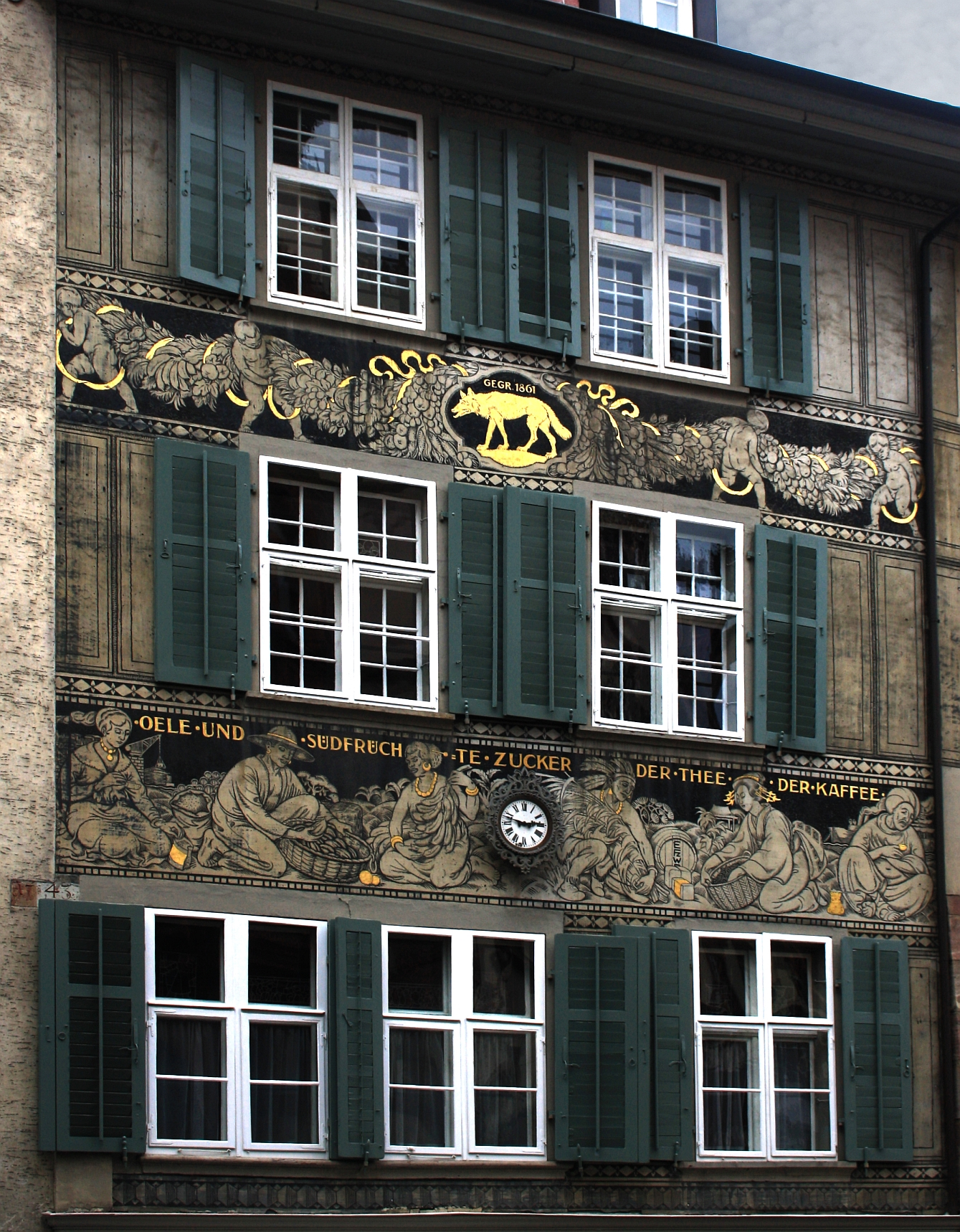
Fassade «zum Wolf» am Spalenberg 22 in Basel, gemalt von Burckhard Mangold

Der Steppenwolf ist der literarische Ausdruck einer tiefen seelischen Krise Hesses. Um seine Lebenskonflikte zu bewältigen, hatte Hermann Hesse parallel zur Niederschrift des Steppenwolfs therapeutische Sitzungen mit dem befreundeten J. B. Lang, einem Psychoanalytiker aus der Schule C. G. Jungs.
Die von Burckhard Mangold gemalte Hausfassade am Spalenberg 22 in Basel mit dem Wolf als Signet soll angeblich Hesse bei der Namensgebung zu dem Buch Der Steppenwolf inspiriert haben.
Das Werk wurde mehrheitlich im Hotel Krafft in Basel geschrieben.

## Inhalt
Harry Haller, „ein Mann von annähernd fünfzig Jahren“, lässt sich für zehn Monate in einer größeren Stadt nieder, die er vor 25 Jahren schon einmal besucht hat. In dieser erzählten Zeitspanne überwindet er seine tiefe Depression und seinen Gesellschaftsekel durch einen „Lernprozess“ unter Anleitung neuer Freunde.
Das Vorleben der Hauptfigur wird nur sehr kurz und beiläufig dargestellt: Haller ist (klein-)bürgerlich kultiviert aufgewachsen, hat einen Beruf im weiten Feld der Beschäftigung mit Dichtung, Musik und Philosophie ausgeübt, ist als Autor von Büchern und als Kenner Mozarts und Goethes hervorgetreten, seine pazifistischen Ansichten sind in der Öffentlichkeit bekannt. Er hat mehrere nur angedeutete Schicksalsschläge hinnehmen müssen: Das eine Mal verlor er Ruf und Vermögen, das andere Mal verlor seine Frau den Verstand und verließ ihn. Danach konzentriert er sich auf seinen Beruf, bis er auch darin keine Befriedigung mehr findet und eine Phase wilder, anstrengender Reisen beginnt. Wir treffen ihn nach dieser Phase der Reisen, in der er „beruflos, familienlos, heimatlos“ geworden und immer noch unterwegs ist.
Hallers Vorstellungen vom Glück sind durch die wenigen Freudenstunden bestimmt, in denen er „Wonne, Erlebnis, Ekstase und Erhebung“ durch Dichtung oder Musik erlebt hat, Momente, in denen er „Gott an der Arbeit gesehen“ hat. Er sehnt sich nach dem Wiederfinden „einer goldenen göttlichen Spur“, die er durch die ihn umgebende bürgerliche Ordnung verdeckt und zerstört sieht. Die Teilhabe an dieser göttlichen Welt strebt er auch durch eigene Werke an, die ihm aber wegen des Kampfes seiner beiden Seelen gegeneinander nicht gelingen.
Denn Haller erlebt sich als „Steppenwolf“, als ein Doppelwesen: Als Mensch ist er Bildungsbürger, an schönen Gedanken, Musik und Philosophie interessiert, hat Geld auf der Bank, ist Anhänger von bürgerlicher Kultur und von Kompromissen, Träger bürgerlicher Kleidung und mit normalen Sehnsüchten – als Wolf ist er ein vereinsamter Zweifler an der bürgerlichen Gesellschaft und Kultur, der sich für „ein den Bürgern überlegenes Genie“, einen Außenseiter und politischen Revolutionär hält.
Haller entdeckt in seinem Lebensweg zwar eine Verbindung von Schicksalsschlägen mit einem Gewinn an Einsicht und Tiefe, aber gleichzeitig auch an Einsamkeit und Verzweiflung. Er erwägt einen Suizid, beschließt sogar, ihn möglicherweise an seinem 50. Geburtstag ohne zusätzlichen äußeren Anlass auszuführen (obgleich schon diese Gewissheit eines letzten Notausgangs die Tiefe seines Leidens etwas mildert).
Haller scheint zwischen zwei Zeiten, zwei Kulturen und Religionen eingeklemmt, von denen die bürgerliche ihn mit ihrer Langeweile, Korruption und Kriegshetze, die andere Kultur ihn aber durch Einsamkeit, Verzweiflung und das Leben eines „Steppenwolfs“ nicht minder erstickt. Die bürgerliche Ordnung seiner Zimmervermieterin hat aber trotz seiner antibürgerlichen Einstellung eine große Anziehungskraft: Der Geruch von Stille und Sauberkeit, die sorgfältige Gestaltung eines Treppenabsatzes durch eine Araukarie sind Ruhepunkte in seiner Verwirrung und Labsal in diesen Tagen seines Seelensterbens.
Etwa in der Mitte des Romans trifft er in der Stadt seines zeitweiligen Aufenthalts die so androgyne wie verständnisvolle Hermine in einem Tanzcafé, die ihn zunächst vage an einen „Hermann“ von früher erinnert, vielleicht aber auch nur Hesses weibliches Alter Ego ist. Hermine ist eine jüngere Frau und Gelegenheitsprostituierte, die sich damit durchschlägt, auszuhelfen und damit, ausgehalten zu werden. Für Haller ist sie eine (Ver-)Führerin zu neuen Erfahrungen – wie einst Vergil für Dante. Haller und Hermine bezeichnen sich als „Geschwister“, Hermine sieht sich als einen Wesensspiegel, der Hallers Wünsche aufnimmt und beantwortet, eine Seelenverwandte, die ihn als eine „Kurtisane“ das Tanzen zu neuen Rhythmen und lachen und leben lehrt. Ihre wichtigste Lehre für Haller ist, dass er sein Glück selbst in die Hand nehmen müsse: „Wie kannst du sagen, du habest dir mit dem Leben Mühe gegeben, wenn du nicht einmal tanzen willst?“
Hermine besteht darauf, dass er ihr gehorcht, und kündigt ihm schon bei ihrem ersten Rendezvous an, dass er sie einst werde töten müssen. Sie scheint nicht nur ihr Schicksal, sondern auch seines zu kennen und erklärt ihm, dass sie beide zu den wirklichen, echten, anspruchsvolleren Menschen gehörten, denen „mit einer Dimension zu viel“, die sie zu den „Heiligen“ rechnet, zu denen sie sich und Haller auf dem Weg sieht.
Hermine legt Haller bald aus pädagogischen Gründen seiner Nachreifung Maria ins Bett, eine schöne Frau und Kollegin Hermines. Haller mietet für ihre Liebesspiele eine kleine Wohnung und entdeckt mit ihr erstmals körperliche Wonnen. Aber schon bald treibt es Haller über seine neue Zufriedenheit hinaus, er sehnt sich nach neuem Leiden, das ihn zum Sterben willig und bereit für den ersten Schritt in eine neue Entwicklung macht. Ohne äußere Not nimmt er Abschied von Maria: „Es wurde bald Zeit für mich, weiterzugehen.“
Haller besucht spät abends einen Maskenball, der in einem großen Gebäude mit vielen Sälen, Korridoren und Geschossen stattfindet. In dem Getümmel findet er Hermine nicht, doch wird ihm ein Hinweis auf ein „magisches Theater“ zugesteckt, das morgens um vier in dem als „Hölle“ dekorierten Kellergeschoss stattfindet. Auf dem Weg dorthin trifft er Maria wieder – und in der „Hölle“ schließlich die als Mann verkleidete Hermine, in der er „nur wenig umfrisiert und leicht geschminkt“ seinen Jugendfreund Hermann erkennt und wieder ihrem/seinem „hermaphroditischen Zauber“ erliegt. Hermine/Hermann und Haller tanzen als „Nebenbuhler“ mit denselben Frauen – „alles war Märchen, alles war um eine Dimension reicher, um eine Bedeutung tiefer, war Spiel und Symbol“.
Haller widerfährt in der „Hölle“ eine mehrfache Persönlichkeitsveränderung: Er erlebt den Untergang des Individuums in der Menge, seine unio mystica der Freude, er sieht plötzlich sein Alter Ego Hermine als „eine schwarze Pierrette mit weißgemaltem Gesicht“, sie tanzen einen „Hochzeitstanz“ und aus ihren/seinen Augen „blickte meine arme kleine Seele mich an“. Mit dieser mystischen Vereinigung beginnt die letzte Phase der Verwandlung: Hermine, Pablo, ein Saxophonist und Freund Hermines, und Haller nehmen gemeinsam Drogen ein und mit deren Wirkung öffnet sich der Bildersaal in Hallers Seele, das seit langem gesuchte „Magische Theater“, in welchem es „nur Bilder, keine Wirklichkeit“ gibt: Haller findet sich in einem hufeisenförmigen Korridor eines Theaters mit lockenden Inschriften an unzähligen Logentüren wieder, hinter denen sich die Ereignisse abspielen, die Haller das Lachen lehren sollen. Als sechstes seiner Erlebnisse tritt Haller mit dem Fuß einen Spiegel in Scherben und gerät in eine Loge, in der Pablo und Hermine, vom Liebesspiel erschöpft, nackt auf dem Boden liegen. Haller stößt ein Messer in das Mal eines Liebesbisses unter Hermines linker Brust und Hermine scheint zu verbluten.
Haller kommen seine hymnischen Verse über die Unsterblichen in den Sinn, Mozart tritt in die Loge und bedient sich des Radios, um Händels Musik zu hören – für Haller fast ein Sakrileg, für Mozart nur ein Anlass zum Lachen über den Kampf zwischen göttlicher Idee und profaner Erscheinung: Haller müsse das Lachen lernen, den Humor, der immer nur Galgenhumor sein könne. Für sein Verbrechen der (angekündigten und doch nicht wirklich vollzogenen) Ermordung Hermines wird Haller zur Strafe des ewigen Lebens und des einmaligen Ausgelachtwerdens verurteilt, weil er mit Messern gestochen (und nicht über sich und seine Eifersucht gelacht) habe. Haller ist optimistisch, dieses Spiel beim nächsten Mal besser spielen zu können.

## Aufbau
In seinem ersten Teil lässt der Roman drei verschiedene Erzähler zu Wort kommen: Da ist erstens das Vorwort des „Herausgebers“, in dem der Neffe der Hauswirtin Hallers seinen persönlichen Eindruck vom Steppenwolf schildert; zweitens die Aufzeichnungen Harry Hallers selbst, in denen dieser seine eigenen Erlebnisse schildert, und drittens das Traktat vom Steppenwolf, in dem der Steppenwolf kühl und objektiv aus der Sicht scheinbar Außenstehender analysiert wird, wobei die Außenstehenden die Unsterblichen sind. Diese Abhandlung ist wie eine „innere Biographie“, eine Psychoanalyse eines olympischen Erzählers, quasi ein Buch im Buch, das der Protagonist selbst liest. Danach werden seine Aufzeichnungen fortgesetzt. (Die in der Romantik beliebte Technik, sich fiktiv als Herausgeber fremder Schriften auszugeben, verwendet Hesse auch in anderen Werken.)

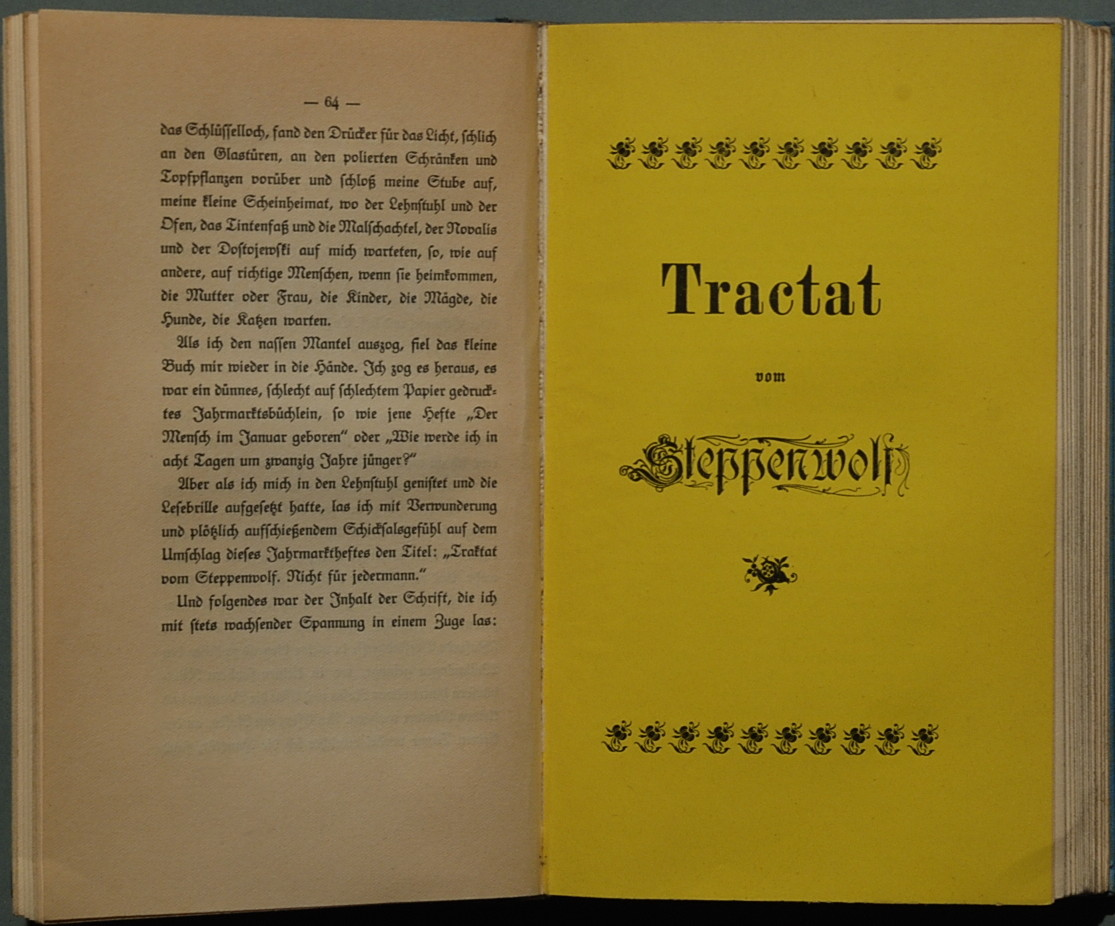
Nur in der Erstausgabe gesondert gebundenes Traktat vom Steppenwolf

Schon mit seinen drei verschiedenen Erzählern, die sich aus drei Perspektiven nahezu mit derselben erzählten Zeit der Hauptfigur befassen, war der Roman eine kompositorische Innovation. Hesse war dieser dreifache Erzähler so wichtig, dass er das Traktat in den ersten Ausgaben des Romans sogar als separate gelbe Broschüre einheften ließ. Der „bürgerlichen“ Sichtweise des „Herausgebers“ auf Gesellschaft, Kultur und Harry Haller „von außen“ steht zunächst nur die Sicht Hallers auf seine Freud- und Erfolglosigkeit, die innere Sichtweise, gegenüber. Die Geistverehrung der einen und das Leiden an der Geistlosigkeit seiner Zeit in der anderen Sichtweise werden erst in der Perspektive des Traktats zueinander aufgehoben: Es untersucht wie in einem „biografischen Labor“ die Bedingungen, unter denen Haller künstlerisch wieder produktiv werden und den Weg zur eigenen Unsterblichkeit fortsetzen könnte.
Diese drei gleichberechtigten Sichtweisen auf die Hauptfigur bilden den ersten Teil des Romans, umreißen das Thema der Identität und ihrer Entwicklung. Die dann folgenden beiden Teile des Romans untersuchen, wie die Aufhebung der einseitigen Sichtweisen, deren innerer Kampf Hallers Fortschreiten hemmt, in der gelebten Biografie aussehen könnte:
Im zweiten Teil, der Durchführung, verdichten sich Hallers Erfahrungen zu einer Lebensalternative: Nach der Exposition der drei Perspektiven, gewissermaßen der Skizze des Problems und der Skizze einer Lösung, entfaltet sich die Hauptfigur nun mit den drei neuen Freunden Hermine, Maria und Pablo, die als Personifikationen innerweltlicher Sehnsüchte oder Schicksale Hallers gelesen werden können. Vor allem die Figur der Hermine wird zu einem weiblichen Alter Ego Hallers/Hesses, da sie sowohl sein Seelenspiegel ist als auch später ihr Geschlecht zu einem „Hermann“ wechselt. Alle drei Nebenfiguren zusammen führen Haller in die Antithese zu seinem bisherigen Leben und bereiten die Überwindung in einem dritten Schritt durch die Verwandlungen des Magischen Theaters vor.
Im dritten Teil des Romans, der dialektischen Aufhebung, beginnen sich die einseitigen Bilder der Hauptfigur zu verwandeln und aufzulösen. Er spielt im Untergeschoss eines Tanzpalastes, das als „Hölle“ geschmückt ist (mehrfach wird auf Dantes ebenfalls dreiteilige Göttliche Komödie angespielt, die in der Hölle beginnt). In der Logik der Aufhebung der bisher noch nicht integrierten, noch getrennten Sichtweisen steht ihr mehrfacher Tod: die Tode Hallers in der Zerstörung seiner Spiegelbilder und seiner abschließenden symbolischen Hinrichtung, die symbolische Ermordung Hermines durch Haller, der bewaffnete Kampf gegen die Ordnung der Automobile mit der Opferung der Chauffeure. Diesen negativen Metaphern der Überwindung stehen die eher optimistischen Bilder gegenüber, auf die sich Haller in seiner nächsten, im Roman nicht mehr beschriebenen Lebensphase stützen könnte: die immer neuen Konstellationen der winzigen Schachfiguren, der souveräne Umgang von Wolf und Mensch miteinander und die Vielfalt der Chancen von Liebe und sexueller Erfüllung schon in Hallers „altem“ Leben.

## Verständnis
Im Traktat über den Steppenwolf wird die Vielgliedrigkeit der menschlichen Seele, das Problem der Ich-Dissoziation, näher beschrieben. Es gebe nicht nur die „eine Seele“ und nicht nur Hallers Dichotomie von „Mensch“ und „Steppenwolf“, sondern innerhalb jedes Menschen gebe es unzählige verschiedenartige Formen, die mal kindlich, mal trotzig, mal leidenschaftlich zu Tage treten.
Der Gedanke, dass es kein homogenes Individuum gebe, sondern die Seele sich in viele verschiedene Teile aufspalte, verunsicherte die damalige Generation. Besonders expressionistische Autoren, die Hesse, allein durch die zeitlichen Überschneidungen, sicherlich auch beeinflussten, thematisierten dies oft. Angestoßen wurde diese Denkfigur durch die Unterscheidung des „Apollinischen und Dionysischen“ bei Friedrich Nietzsche sowie unter anderem durch die theoretischen Schriften von Sigmund Freud, der das Triebhafte und Unbewusste untersuchte. Die Einheit dieser Seelenvielfalt wurde daher für viele Künstler und Intellektuelle der Nach-Jahrhundertwende zum Problem der Selbstfindung.
Hesse selbst musste sich aufgrund tragischer familiärer Ereignisse (Tod des Vaters, Krankheit des Sohnes und seiner Frau, Zerbrechen seiner ersten Ehe) in psychiatrische Behandlung begeben. Seine Beziehungen zur Psychologie Carl Gustav Jungs beginnen im Frühjahr 1916 mit einem Nervenzusammenbruch des Dichters samt nachfolgender psychotherapeutischer Behandlung bei J. B. Lang, einem Mitarbeiter C. G. Jungs. Die Einflüsse von Jungs Archetypen sind im Steppenwolf erkennbar.
Hesse beschäftigt sich in vielen seiner Bücher mit der fernöstlichen Lehrthese, nach welcher der Pfad zur Erleuchtung nicht über die Extreme Askese oder Ausschweifung führt, sondern in der Kunst zu sehen ist, diese beiden miteinander zu verbinden. Die innere Zerrissenheit des Steppenwolfs und sein Versuch der Integration dieser beiden Seiten spiegeln das buddhistische Prinzip des Mittleren Pfades wider bzw. die Erkenntnis, dass Gut und Böse einander nicht nur bedingen, sondern ein Konstrukt menschlicher Rationalität sind (vgl. hierzu ebenfalls Hesses Demian). Wer dies begriffen hat, der kann aus tiefem Einverständnis mit dem Universum heraus lächeln, wie es im Steppenwolf die Unsterblichen tun. Humor erscheint als eine Art der Transzendenz: Er zeigt die Lächerlichkeit unserer Wünsche und Ängste „sub specie aeternitatis“.

## Rezeption
Nach der Herausgabe wurde das anti-bürgerliche Werk sehr widersprüchlich beurteilt. Einerseits erfuhr es scharfe Ablehnung, andererseits begeisterte Zustimmung – diese vor allem in literarischen Kreisen und Jahrzehnte später in der Hippie-Bewegung. In den bewegten sechziger Jahren wurde das Werk zum Kultbuch einer Generation, einem Buch, das junge Leser begeisterte, die in Harry Haller einen Seelenverwandten erkannten. Die Wirkung hält seitdem unvermindert an, so dass Hesse auch mehr als 60 Jahre später aufgrund seiner ethisch-spirituellen Sichtweisen enorm populär ist.
Das umstrittene psychoanalytische Werk stieß bei einem breiten Publikum auf keine allzu positive Resonanz. In der NS-Zeit war der Roman, der auch eine pazifistische Haltung vertritt, zwar nicht verboten, aber er erlebte auch keine neuen Auflagen.
In den USA wurde der Steppenwolf in den 1960er Jahren als unmoralisch mehrfach aus Bibliotheken entfernt. In Colorado wurde dem Roman vorgeworfen, er propagiere Drogenmissbrauch und sexuelle Perversionen. Infolge dieser Umstände wurde eine neue umfangreiche Hesse-Rezeption während der 60er und 70er Jahre in Amerika und Deutschland ausgelöst.
Der Steppenwolf wurde in die ZEIT-Bibliothek der 100 Bücher aufgenommen. Das Manuskript ist im Literaturmuseum der Moderne in Marbach in der Dauerausstellung zu sehen. Der Großteil von Hermann Hesses Nachlass liegt im Deutschen Literaturarchiv Marbach.
Der Roman erschien zu Zeiten der Weimarer Republik. Kiesel, der jene Deutsche Republik anno 2017 als Übergang zwischen Kaiserzeit und NS-Zeit literaturgeschichtlich abhandelt, hebt Harry Haller als Alter Ego Hermann Hesses hervor: Haller wurde „aufgrund von vielerlei Verlusten aus der bürgerlichen Gesellschaft mitsamt ihrem traditionellen Wertesystem hinausgedrängt“.

## Zeugnisse
Hermann Hesse in einem Brief an Georg Reinhart, 18. August 1925: 

„[…] es ist die Geschichte eines Menschen, welcher komischerweise darunter leidet, dass er zur Hälfte ein Mensch, zur Hälfte ein Wolf ist. Die eine Hälfte will fressen, saufen, morden und dergleichen einfache Dinge, die andere will denken, Mozart hören und so weiter, dadurch entstehen Störungen, und es geht dem Mann nicht gut, bis er entdeckt, dass es zwei Auswege aus seiner Lage gibt, entweder sich aufzuhängen oder aber, sich zum Humor zu bekehren.“

Kurt Pinthus schrieb 1927: 

„Ich lese den Steppenwolf, dies unbarmherzigst und seelenzerwühlendste aller Bekenntnisbücher, düsterer und wilder als Rousseaus Confessions, die grausamste Geburtsfeier, die je ein Dichter selbst zelebrierte. [...] Es handelt sich um einen Anarchisten, der voll rasender Wut auf dieses falsch dastehende Dasein Warenhäuser und Kathedralen zerschlagen und der bürgerlichen Weltordnung das Gesicht ins Genick drehen möchte. Es handelt sich um einen Revolutionär des Ichs... Der Steppenwolf ist eine Dichtung des gegenbürgerlichen Mutes.“

Thomas Mann in einem Brief an Hesse, 3. Januar 1928:

„Der Steppenwolf hat mich seit langem zum erstenmal wieder gelehrt, was Lesen heißt.“

Thomas Mann im Vorwort zur amerikanischen Ausgabe von Hesses Demian (1948): 

„Ist es nötig zu sagen, dass der Steppenwolf ein Romanwerk ist, das an experimenteller Gewagtheit dem ‚Ulysses‘, den ‚Faux Monnayeurs‘ nicht nachsteht?“

## Adaptionen

### Film
- 1974: Der Steppenwolf, Regie: Fred Haines, mit Max von Sydow in der Hauptrolle.

### Hörspiel
- Hermann Hesse – Der Steppenwolf, Der Hörverlag 2002, ISBN 978-3-89584-981-7, Regie: Christiane Ohaus, mit Manfred Zapatka, Anna Thalbach, Dieter Mann u. a. (200 Min.)

### Theater
- 2005: Das Theaterstück Der Steppenwolf von Joachim Lux wurde im Burgtheater Wien uraufgeführt (Regie: Sebastian Hartmann).[6][7]
- 2017: Theaterstück Der Steppenwolf nach dem Roman von Hermann Hesse. Aufgeführt am Schauspielhaus Bochum. (Regie: Pauk Koek).[8]
- 2019: Theaterstück Der Steppenwolf im Theater Heilbronn Regie: Malte Kreutzfeldt
- 2020: Theaterstück Hermann Hesse Der Steppenwolf im Societätstheater Dresden Regie: Arne Retzlaff

### Musiktheater
- 2016: Das Musiktheater Der Steppenwolf von Viktor Åslund (Text: Rainer Lewandowski) wurde im Mainfranken Theater Würzburg uraufgeführt (Regie: Anna Vita).[9][10]
- 2024: Tanzstück von Goyo Montero nach dem gleichnamigen Roman von Hermann Hesse im Staatstheater Nürnberg. Konzept, Choreografie und Inszenierung von Goyo Montero. Musik von Owen Belton (Neukomposition).[11]

### Musik
- Der Song Steppenwolf der Rockgruppe Hawkwind lehnt sich textlich an das Buch an.
- Ebenso der Titelsong von Peter Maffays 1979 erschienenen Album Steppenwolf.
- Die Lieder Das Rätsel des Lebens, So geht’s dir (Deine Hölle) vom Album Schwarz der Rockgruppe Böhse Onkelz beziehen sich auf den Roman.[12][13]
- Der Song Lain with the Wolf der Metal-Band Primordial ist ebenfalls an diese Geschichte angelehnt.

### Adaptionen des Namens
- Die Hardrockband Steppenwolf benannte sich nach dem Buchtitel und nahm 1968 ihr Debüt-Album Steppenwolf auf.
- In der Theaterstadt Chicago wurde 1974 in Anlehnung an den Romantitel die vielfach (u. a. mit dem „Theater-Oscar“) ausgezeichnete Steppenwolf Theatre Company von den Schauspielern Terry Kinney, Jeff Perry und Gary Sinise gegründet.
- Die Band DAAU (Die Anarchistische Abendunterhaltung), gegründet 1992, benannte sich nach dem Magischen Theater.

## Buchausgaben
In der Neuen Rundschau erschien im November 1926 Der Steppenwolf. Ein Stück Tagebuch in Versen, im Mai 1927 ein Vorabdruck des Tractat vom Steppenwolf. Im Juni 1927 brachte der S. Fischer Verlag das Buch auf den Markt. 1946 erschien Der Steppenwolf als 12. Band in der Reihe „Manesse Bibliothek der Weltliteratur“.
1963 erschien die erste Taschenbuch-Ausgabe beim Deutschen Taschenbuch Verlag. In der Bibliothek Suhrkamp erschien 1969 eine erste Ausgabe (Band 226), 1985 eine zweite, ergänzt mit 15 Aquarellen von Gunter Böhmer.
- Der Steppenwolf. Fischer, Berlin 1927.
- Der Steppenwolf. Manesse, Zürich 1946.
- Tractat vom Steppenwolf. Nachwort von Beda Allemann. Suhrkamp, Frankfurt am Main 1961; 2. A. ebd. 1969, ISBN 978-3-518-10084-4 (= edition suhrkamp 84).
- Der Steppenwolf. Roman. DTV, München 1963.
- Der Steppenwolf. Suhrkamp, Frankfurt am Main 1969 (= BS 226); Neuausgabe ebd. 1985, ISBN 3-518-01869-8 (= BS 869).
- Der Steppenwolf und unbekannte Texte aus dem Umkreis des Steppenwolf. Herausgegeben und mit einem Essay von Volker Michels. Büchergilde Gutenberg, Frankfurt am Main 1972, ISBN 3-7632-1583-2.
- Der Steppenwolf. Erzählung. Suhrkamp, Frankfurt am Main 1974, ISBN 3-518-36675-0 (= suhrkamp taschenbücher. Band 175).
- Der Steppenwolf. Text und Kommentar. Suhrkamp, Frankfurt am Main 2003, ISBN 3-518-18812-7 (= Suhrkamp BasisBibliothek 12).